# Hōreki
Hōreki (japanisch 宝暦, Kyūjitai: 寶曆, auch Hōryaku) ist eine japanische Ära (Nengō) von Dezember 1751 bis Juni 1764 nach dem gregorianischen Kalender. Der vorhergehende Äraname ist Kan’en, die nachfolgende Ära heißt Meiwa. Die Ära fällt in die Regierungszeit des Kaisers (Tennō) Momozono.
Der erste Tag der Hōreki-Ära entspricht dem 14. Dezember 1751, der letzte Tag war der 29. Juni 1764. Die Hōreki-Ära dauerte 14 Jahre oder 4582 Tage.

## Ereignisse
- 1753 Momisuri-Unruhen (籾摺騒動, Momisuri sōdō)
- 1754 Zwischenfall bei der Flussregulierung des Hōreki (宝暦治水事件, Hōreki chisui jiken)
- 1754–1759 Gujō-Aufstand (郡上一揆, Gujō ikki) im gleichnamigen Han der Provinz Mino
- 1758 Hōreki-Zwischenfall (宝暦事件, Hōreki jiken)
- 1761 Ueda-Unruhen (宝暦事件, Ueda sōdō), Aufstand der Bauern gegen die Burg Ueda